# Dobrudschadeutsche

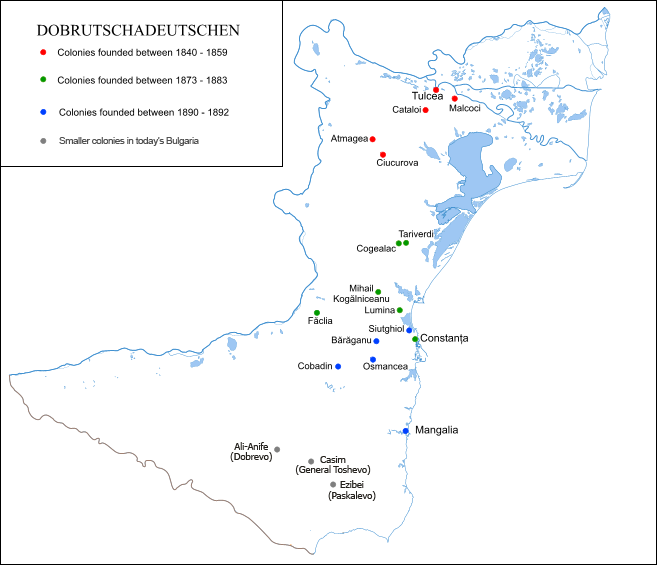
Karte mit Siedlungsgebieten der Dobrudschadeutschen

Wappen der Dobrudschadeutschen

Die Dobrudschadeutschen (rumänisch Germani dobrogeni oder nemți dobrogeni) sind eine deutsche Bevölkerungsgruppe der Rumäniendeutschen und Bulgariendeutschen, die
etwa 100 Jahre lang in der nördlichen und, in geringerem Maße, südlichen Dobrudscha am Westufer des Schwarzen Meeres lebte. Die Volksgruppe bildete sich ab 1840, als deutschstämmige Siedler in das etwa 23.000 km² große Gebiet einwanderten. 1940 verließen sie es bei ihrer Umsiedlung in das Deutsche Reich.

## Deutsche Besiedlungsperioden

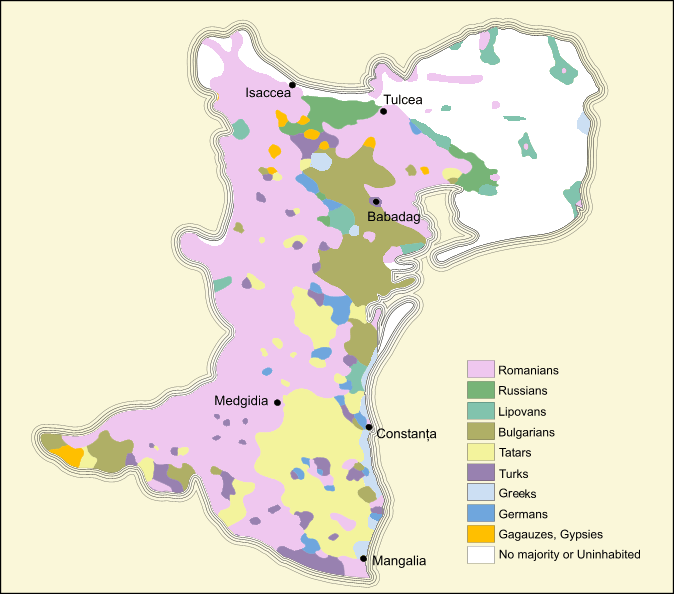
Ethnien in der rumänischen Dobrudscha um 1903, blau = Dobrudschadeutsche

Die ersten deutschstämmigen Siedler kamen 1841 aus dem Süden des russischen Kaiserreichs in die Dobrudscha. Es waren Bauernfamilien aus dem benachbarten Gouvernement Bessarabien. Sie ließen sich in dem von Türken bewohnten Dorf Akpunar nieder. Auswanderungsgründe waren wirtschaftliche Rückschläge im Herkunftsgebiet und die Suche nach Land. Die 1841 begonnene erste Einwanderungswelle, mit der auch Deutschstämmige aus dem russischen Gouvernement Cherson kamen, hielt bis 1856 an. Zu dieser Zeit bis zum Anschluss an Rumänien 1878 gehörte die Dobrudscha zum Osmanischen Reich. Die Dobrudschadeutschen waren die einzige deutsche Volksgruppe, die zeitweise osmanische Untertanen waren; die Siebenbürger Sachsen standen zwar für eineinhalb Jahrhunderte unter osmanischer Oberhoheit, waren aber keine direkten Untertanen des Sultans. Die Siedler unterwarfen sich dessen Kolonisationsreglement. Sie trugen zur landwirtschaftlichen Entwicklung auf dem fruchtbaren Steppenboden bei. Ab 1873 setzte die zweite Einwanderungswelle ein, zu der auch schwäbische Einwanderer gehörten. Sie
war bedingt durch die Aufhebung der Kolonistenprivilegien 1871 in Russland und hielt bis 1883 an. Die dritte Einwanderungszeit waren die Jahre 1890/91, die bedingt war durch die staatliche Übernahme deutscher Schulen im Zarenreich.

## Landesbevölkerung
Laut der Volkszählung von 1930 stellten die Rumänen mit 40 % und die Bulgaren mit 25 % Anteil die größten Bevölkerungsgruppen in der Dobrudscha dar. Die deutsche Volksgruppe war mit rund 13.000 Personen und 1,5 % Bevölkerungsanteil eine der vielen Minderheiten des Gebietes, wie Türken, Tataren, Russen, Griechen, Juden und Tscherkessen. Fast alle Dobrudschadeutschen siedelten im nördlichen Teil, der nach dem russisch-türkischen Krieg von 1877/78 zu Rumänien kam. Nur einige hundert Deutsche lebten im südlichen Teil, der dann zu Bulgarien kam. In der Dobrudscha wurden westpfälzisch, ostpommersch und schwäbisch-rheinfränkische Mischdialekte gesprochen.

## Deutsche Orte und Ortsgründungen

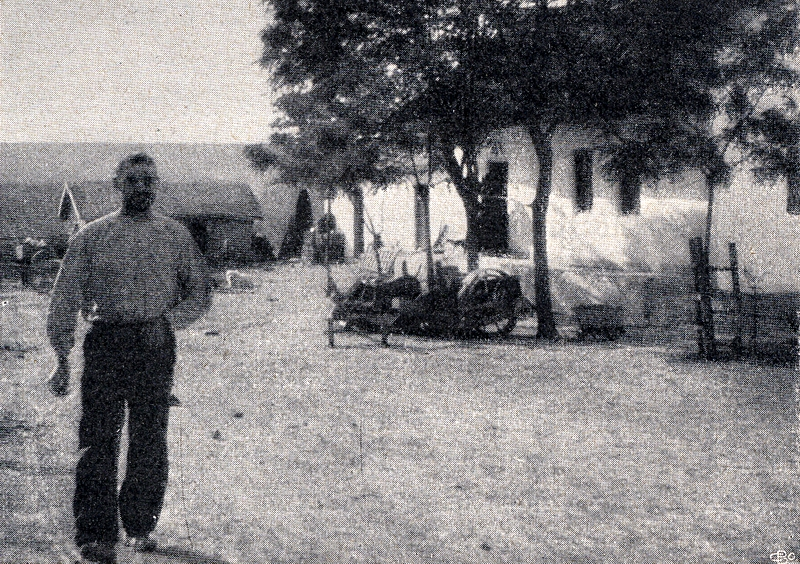
Dobrudschadeutscher in Culelia um 1909

Es gab nur wenige Dörfer in der Dobrudscha, die ausschließlich deutschstämmige Siedlern bewohnten. Dagegen lebten sie innerhalb eines Dorfes geschlossen in einem Viertel. Anfang des 20. Jahrhunderts gab es etwa 40 Ansiedlungen, in denen etwa 9000 deutschstämmige Bewohner lebten. Kurz vor der Umsiedlung 1940 gab es 67 von Dobrudschadeutschen bewohnte Orte, unter denen in 28 Orten ein deutsches Gemeindeleben und in 20 Orten deutschsprachiger Schulunterricht stattfand.
Die erste Ansiedlung deutscher Einwanderer fand 1842 im türkischen Dorf Akpunar statt. Die erste eigenständige Kolonie war Malkotsch (heute Malcoci im Kreis Tulcea, Rumänien), deren Gründer aus dem russisch-ukrainischen Cherson kamen. Die zweitälteste deutsche Siedlung wurde 1848 Atmagea. Sie war ein wichtiges protestantisches Zentrum, das heute über Ciucurova (früher Tschukurowa) zu erreichen ist. Um 1850 entstanden die Siedlungen Kataloi und Ciucurova. Später ließen sich in Tultscha Arbeiter und Handwerker nieder, die in der Donauschifffahrt tätig waren.
Die Zugezogenen der zweiten Einwanderungswelle ab 1873 ließen sich vorwiegend im Süden der Dobrudscha nieder. Dadurch entstanden um 1875 Kogealak, Tari Verde und Fachria bei Konstanza. Ab 1868 siedelten 30 Familien aus Bessarabien im Tatarendorf Karamurat, das sie in Ferdinand I. nach dem rumänischen König umbenannten. Um 1880 entstand etwa 30 km weiter nördlich die Kolonie Colelia durch Zuzügler aus Cherson. 1878 entstand Anadolchoi bei Konstanza, 1880 Horoslar in einem von Tataren verlassenen Dorf. 1881 entstand in einem Tatarendorf die deutsche Kolonie Cogealia durch schwäbische Siedler aus Cherson.
Bei der dritten Einwanderungswelle um 1890/91 entstanden in der Dobrudscha die Orte Kobadin (heute: Cobadin) und Sarighiol. Als letzte deutsche Kolonie von Einwanderern aus Russland wurde Neue Weingärten 1892 als Vorort von Konstanza gegründet. Die weiteren deutschen Ortsgründungen waren Tochterkolonien, die bereits im Lande befindliche Deutsche aufbauten.
Das größte katholische Dorf war Karamurat. Als Ferienort der Siebenbürger Sachsen wurde „Büffelbrunnen“ (Mangear Punar) bekannt, das heute Costinești heißt und weiterhin als Badeort dient. In Murfatlar wurde Weinbau (siehe: Weinbau in Rumänien) intensiviert, der heute noch fortgeführt wird.
Weitere Orte waren Cogealac und Malkotsch, Karatai, Alakap, Sofular, Agemler, Mangeapunar, Techirghiol, Palazu Mare (Groß-Pallas), Bratianu, Ciobancuis, Ali-Anife, Bazargic und Karali. Colelia wurde zur Wüstung, wurde jedoch 2009 als orthodoxes Kloster wieder aufgebaut.

## Wirtschaftliche Basis
Die Dobrudschadeutschen lebten überwiegend von der Landwirtschaft, in der etwa 80 % von ihnen tätig waren. Als Zusatzerwerb wurde auch Pferdehandel und -zucht betrieben.
Die zweitgrößte Berufsgruppe waren Handwerker mit rund 14 % Anteil. Wichtige Berufe waren Müller und Wagner, also Handwerke, die gleich an die Landwirtschaft anschlossen. Obwohl der Ackerboden fruchtbar war, gab es manchmal keine günstige wirtschaftliche Entwicklung bei der deutschen Volksgruppe. Sie durfte wie andere Minderheiten im rumänischen Staat kein Land in der Dobrudscha erwerben. Grundlegender Landerwerb hatte oft noch in der osmanischen Periode stattgefunden. Nur ein Viertel der Bauern besaß Ackerboden, der selten größer als fünf Hektar war. Mit etwa 40 % war 1940 der Anteil der Landlosen, die sich als Tagelöhner in der Landwirtschaft verdingten, sehr hoch.
In manchen Dörfern gab es Ansätze für eine einfache Art von Industrialisierung, z. B. industrielle Baustoffherstellung, Elektrizität etc.
Die Volksgruppe siedelte aufgrund ihrer landwirtschaftlichen Orientierung vorwiegend in Dörfern. In städtischen Bereichen gab es deutschstämmige Bewohner nur in Konstanza (im Vorort „Neue Weingärten“) und in Tultscha.

## Religion
Die Mehrheit der Dobrudschadeutschen war evangelisch. Es gab vier Kirchspiele der evangelischen Kirche in Atmagea mit der ersten Kirche von 1861, Kodschalak sowie Tariverde, Cobadin und Konstanza mit einer Kirche von 1896.
In Karamurat war eine starke katholische Gruppe mit westdeutschen Wurzeln. Die katholische Kirche im Malkotsch/Malcoci soll als Erinnerungsort der Dobrudschadeutschen erhalten bleiben. Katholische Deutsche lebten in den Dörfern  Karamurat, Kulelie, Tekirghiol, Großpallas und
Mandschapunar

## Umsiedlung ins Deutsche Reich
Im Herbst 1940 besetzten bulgarische Truppen die Süddobrudscha. Auf der Grundlage eines Umsiedlungsvertrags des Deutschen Reichs mit Rumänien erhielt die deutschstämmige Bevölkerung die Möglichkeit der Umsiedlung. Ihr schlossen sich 14.000 Dobrudschadeutsche an, nur 2 % blieben zurück. Ähnliche Umsiedlungen gab es in benachbarten Gebieten bei den Bessarabiendeutschen und den Bukowinadeutschen. Der Wunsch nach einer Umsiedlung unter dem Motto Heim ins Reich fand unter manchen Dobrudschadeutschen, vor allem den Landlosen, Anklang. Das war vor allem auf die ungünstige wirtschaftliche und kulturelle Lage zurückzuführen. Wohlhabenden Bauern wurden Versprechungen gemacht (und gebrochen), z. B. die Mitnahme der teilweise recht großen Pferdebestände. Nationalsozialistische Propaganda wirkte nur teilweise, gemäß Adolf Hitlers Reichstagsrede vom 6. Oktober 1939 seien sie ein „nichthaltbarer Splitter des deutschen Volkstums“ im Südosten Europas.
Unterstützt wurde dies von der mit Deutschland verbündeten Militärdiktatur Rumäniens z. B. durch diskriminierende Behandlung deutschsprachiger Wehrpflichtiger bei fast vollzähliger Einberufung, die dann „freiwillig“ mit ihrer Umsiedlung in die Waffen-SS eingegliedert wurden.
Als Vorbereitung zur Umsiedlung wurde teilweise erstmals ein Grundbuch angelegt, was zu Problemen bei der Aufteilung gemeinschaftlichen Eigentums führte. Aus diesen Akten lassen sich gute Rückschlüsse auf die wirtschaftlichen Verhältnisse ziehen.
Praktisch war die Umsiedlung identisch mit der der unmittelbar zuvor stattgefundenen der Bessarabiendeutschen. Als Abfahrtshafen wurde jedoch der in der Dobrudscha gelegene Donauhafen Cernavodă gewählt, teilweise gab es aber auch Bahntransporte. Auf Ausflugsdampfern der Donauflotte ging es 1000 km donauaufwärts in Richtung Deutschland. Zielort der Schiffe waren Prahovo und Semlin bei Belgrad. Von dort reisten die Umsiedler nach kurzem Aufenthalt in Sammellagern mit dem Zug ins Deutsche Reich. Viele im damaligen Jugoslawien lebende Volksdeutsche hatten sich als freiwillige Helfer zur Verfügung gestellt. Am 27. November 1940 hatte der letzte Umsiedler das Land verlassen. Einige deutschsprachige Familien blieben aber in der Dobrudscha.
Die dobrudschadeutschen Umsiedler wurden im Deutschen Reich zunächst in etwa 100 Lagern im Gau Mainfranken und im Gau Niederdonau untergebracht, wo ihre Einbürgerung ins Deutsche Reich stattfand. Die Bewohner des Dorfes Malkotsch verweigerten die Einbürgerung, weil ihnen die Ansiedlung in der alten Dorfgemeinschaft nicht zugesichert wurde. Daraufhin kamen 88 Personen für drei Monate in das KZ Flossenbürg. Ab 1942 wurden die Dobrudschadeutschen mit etwa 9000 Personen mehrheitlich im Protektorat Böhmen und Mähren als Landwirte angesiedelt. Rund 4500 Personen wurden im früheren Polen im Wartheland angesiedelt. Weitere Ansiedlungsgebiete waren Lothringen, Galizien und die Südsteiermark. Viele Familien, für die kriegsbedingt noch keine Ansiedlungsflächen verfügbar waren, blieben bis zum Frühjahr 1945 in umzäunten Lagern zunächst in Jugoslawien und später in Böhmen hängen.

## Flucht und Integration
Gegen Ende des Zweiten Weltkrieges 1944/45 flüchtete der größte Teil der Dobrudschadeutschen aus den östlichen Ansiedlungsgebieten des Deutschen Reichs und Polens nach Westen. Sie kamen als Flüchtlinge in den vier alliierten Besatzungszonen in Deutschland an. Etwa 2000 bis 3000 Dobrudschadeutschen misslang 1944/45 die rechtzeitige Flucht vor der Roten Armee. Sie wurden in ihr Heimatgebiet in die Dobrudscha zurückgeschickt. Jahre später wurden 1600 Personen nach Dresden abgeschoben.
Teile der deutschsprachigen Bevölkerung blieben bis zum Fall des eisernen Vorhangs in der Dobrudscha in sozial und rechtlich sehr diskriminierter Stellung.
Eine statistische Auswertung der Heimatortskartei ergab 1964, dass noch rund 13.500 Menschen von etwa 15.700 aus der Dobrudscha umgesiedelten Personen lebten. Die Wehrmachtsverluste der Volksgruppe betrugen etwa 400 Personen. Etwa 8500 Angehörige der Volksgruppe lebten 1964 in der damaligen Bundesrepublik Deutschland und rund 2300 in der damaligen Deutschen Demokratischen Republik. Viele ließen sich in Nordwürttemberg und Heilbronn nieder. 1500 Personen wanderten bis 1955 nach Übersee, darunter Kanada und die USA, aus.
Da die Dobrudschadeutschen ihr Eigentum 1940 in der Dobrudscha zurückgelassen und in der Zeit des Dritten Reichs keine Entschädigung erhalten hatten, nahmen sie ab 1952 am Lastenausgleich teil. Das bot einen teilweisen finanziellen Ersatz.

## Heute

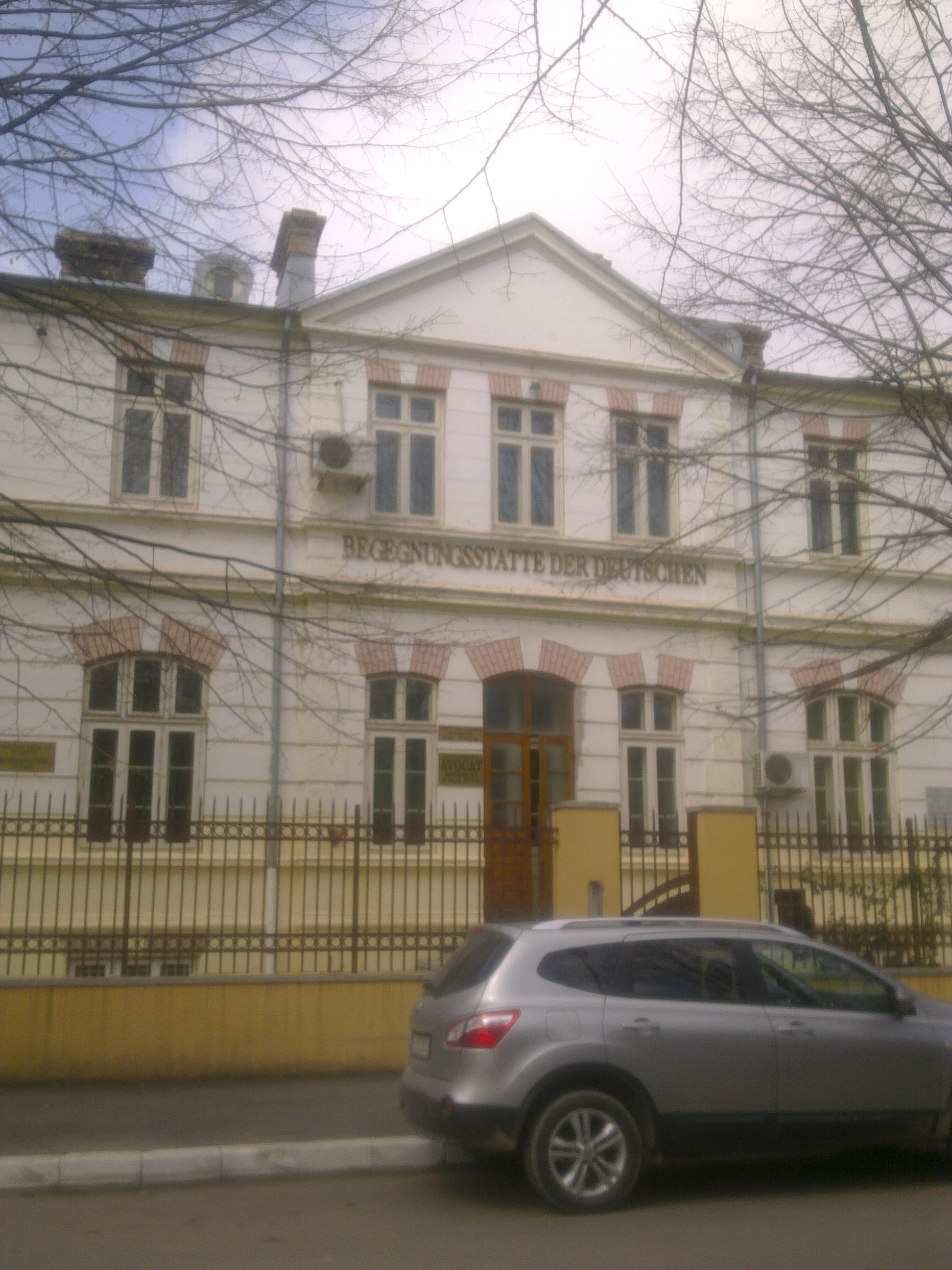
Ehemalige deutsche evangelische Schule in Constanța, heute Begegnungsstätte der Dobrudschadeutschen

In der Bundesrepublik Deutschland gründeten nach dem Zweiten Weltkrieg die Dobrudschadeutschen die Landsmannschaft der Dobrudscha- und Bulgariendeutschen. Obwohl in der DDR auch Dobrudschadeutsche lebten, war dort eine landsmannschaftliche Organisierung aus politischen Gründen untersagt. Die Landsmannschaft wählte das Wappen der Dobrudscha, bestehend aus zwei goldenen Delphinen auf blauem Grund, die sich gegenüberstehen. Es findet sich auch im Wappen von Rumänien. Das Wappen entstand nach dem Berliner Kongress 1878, als Rumänien die Dobrudscha zugesprochen wurde.
Langjährige Vorsitzende der Landsmannschaft war Gertrud Knopp-Rüb. Sie gab die regelmäßig erscheinende Schrift Dobrudscha Bote heraus. 2009 fusionierte die Landsmannschaft wegen Auflösungserscheinungen mit dem Bessarabiendeutschen Verein.
Nach der politischen Wende von 1989 in Rumänien gründete sich in Constanța die „Vereinigung der Deutschen in der Dobrudscha“. Sie eröffnete im Gebäude der alten „Evangelischen Schule“ in der Strada Sarmizegetusa eine Begegnungsstätte mit deutschem Kindergarten. Die Vereinigung gab ein rumänischsprachiges Buch über die Volksgruppe der Dobrudschadeutschen heraus und stellte eine Wanderausstellung über ihre ehemaligen Siedlungsorte zusammen.
Laut der rumänischen Volkszählung von 2002 gibt es rund 400 Deutsche in der Dobrudscha. Sie leben hauptsächlich in Tulcea und Constanța und sind vorwiegend aus dem Banat sowie aus Siebenbürgen zugezogen.

## Bedeutende Vertreter der Volksgruppe
- Otto Klett, dobrudschadeutscher Vertriebenenfunktionär, Herausgeber der Jahrbücher der Dobrudschadeutschen von 1956 bis 1972.
- Gertrud Knopp-Rüb, Bundesvorsitzende Landsmannschaft; Heimatdichterin
- Otto Mauch, Volkspräsident der Dobrudschadeutschen
- Hieronymus Menges war deutscher Geistlicher und Prälat in der Dobrudscha.
- Johannes Niermann,  deutscher Erziehungswissenschaftler und Hochschullehrer mit Forschungsschwerpunkt Dobrudscha.
- Hans Petri, evangelischer Theologe der viel zu den Dobrudschadeutschengeforscht und publiziert hat.
- Karl Rüb Gründer des Hilfswerk für Bessarabien- und Dobrudschadeutsche in Deutschland nach dem Zweiten Weltkrieg.
- Joseph Schubert, Pfarrer in Karamurat, dann Bischof in Bukarest.

## Erinnerung
Einander entsprechend gestaltete Gedenksteine wurden zwischen 2002 und 2007 in 9 Orten der Dobrudscha
aufgestellt und geweiht in
- Ciucurova/Tschukurowa, im Ort
- Cobadin/Kobadin, auf dem evangelischen Friedhof
- Cogealac/Kodschalak, vor der ehemaligen evangelischen Kirche
- Făclia/Fachria, vor dem ehemaligen evangelischen Bethaus
- Lumina/Kodschalie, vor der ehemaligen evangelischen Kirche
- Malcoci/Malkotsch, vor der katholischen Kirchenruine[9]
- Mihail Kogălniceanu / Karamurat, vor der katholischen Kirche
- Schitu/Klein-Mandschapunar, im Ort
- Tariverde, vor der ehemaligen evangelischen Kirche

Sie tragen die deutsche und rumänische Inschrift:
HERR GOTT DU BIST UNSERE ZUFLUCHT FÜR UND FÜR, PSALM 90. ZUM GEDENKEN DER DEUTSCHEN SIEDLER DIE HIER VON 1881–1940 IHRE LETZTE RUHESTÄTTE GEFUNDEN HABEN.
Die Jahresangaben auf den aufgestellten Gedenksteinen wurden den Gegebenheiten des jeweiligen Ortes angepasst. Der Text auf dem Sockel der Gedenksteine dient zur Information der Ortsbevölkerung und ist daher nur in Rumänisch.

## Filmische Verarbeitung
- Die Vergessenen: Die Dobrudschadeutschen. (Regie: Adrian Drâgusin) Reportage der deutschsprachigen Redaktion des Rumänischen Fernsehens, 2005 (online abrufbar via Veoh.com)